# The Fox (What Does the Fox Say?)
«The Fox (What Does the Fox Say?)», es una canción EDM y vídeo viral del dúo noruego de comediantes Ylvis. El vídeo fue publicado en YouTube el 3 de septiembre de 2013, y ha recibido más de 900 millones de visitas. Se le ha llamado «la canción del verano» y ha sido comparada con el éxito k-pop de «Gangnam Style». Alcanzó el n.º 6 en el Billboard Hot 100, y era antes del ingreso en los Estados Unidos de «Am I Wrong» por Nico & Vinz, la canción con mejor rendimiento por un artista noruego en la lista desde el 1985 cuando a-ha alcanzó el número uno con «Take on Me».
La canción fue lanzada como sencillo en iTunes de Noruega el 2 de septiembre de 2013, y fue planeado su lanzamiento en iTunes de Estados Unidos el 9 de septiembre. Sin embargo, la canción fue retirada de iTunes tanto de Noruega como de Estados Unidos debido a las denuncias de violaciones de derechos de autor de un tercero. Actualmente no hay planes de lanzar un álbum que incluya esta canción. La canción se puso a disposición de nuevo en todo el mundo el 17 de septiembre de 2013.

## Antecedentes
Los hermanos Vegard y Bård Ylvisåker, quienes constituyen el grupo de comedia Noruego Ylvis, produjeron la canción y el video musical "The Fox" para promover la próxima temporada de su programa de entrevistas de televisión llamado "I kveld med Ylvis" (Esta noche con Ylvis) en TVNorge. En una entrevista para Billboard en los Estados Unidos, Bård describe el proceso de escritura de la canción: "Nuestra forma de trabajar es que nos sentamos en círculo y hablamos acerca de cosas obtenemos ideas y tomamos algunas notas. Supongo que estabamos hablando de qué sonido hace un zorro. Y luego tuvimos la oportunidad de trabajar con Stargate, una compañía productora en la ciudad de Nueva York...En realidad le hicimos un favor a ellos y les preguntamos si podían producir una canción para el cambio de la nueva temporada".

## Vídeo musical
El vídeo fue lanzado el 3 de septiembre de 2013, con una duración de 3 minutos y 45 segundos, en el que salen el dúo bailando con trajes de zorro y especulando sobre qué sonido hace un zorro, que ofrece posibilidades como "gering -ding-ding-ding-dingeringeding! " y "Fraka-kaka-kaka-kaka-Kow!" La comedia de la canción se debe a que los sonidos propuestos por el dúo cada vez son más ridículos. Esta canción puede bailarse en Just Dance 2015.

## Producción
El vídeo fue creado originalmente para promover la nueva temporada del show "I kveld med Ylvis" por TVNorge pero fue colocado en el canal de YouTube de TVNorge y recibió más de 35 millones de visitas. El video fue dirigido por Ole Martin Hafsmo y la cinematografía por Magnus flato. La coreografía fue realizada por Thea Bay. La canción fue producida por Stargate.

## Popularidad
La canción ha aparecido en las 100 listas de iTunes de por lo menos en 21 países de todo el mundo, y ha alcanzado el #1 en Noruega, #5 en Finlandia, y #9 en Estonia. En los EE.UU, debutó el 12 de septiembre en el "Billboard Hot 100" en la posición #29, mientras que en el Reino Unido, logró alcanzar la ubicación #17. Además lideró la lista oficial de Noruega, e ingreso en el top 5 de Nueva Zelanda, Suecia y Finlandia. Incluso se le ha llegado a usar en videojuegos de Internet como "Troll Face Quest" en una de ediciones llamada "Video Memes"
Ylvis fue sorprendido por el éxito internacional de la canción, la cual iba orientada para el público noruego.
La canción fue utilizada por Movistar Chile para promocionar el Alcatel One Touch Fire, dispositivo impulsado por Firefox OS.Lo mismo sucedió por Movistar Perú, siendo un éxito en todo Sudamérica.

## Lista de canciones
| Descarga digital – sencillo |                                    |          |  |
| N.º                         | Título                             | Duración |  |
| 1.                          | «The Fox (What Does the Fox Say?)» | 3:33     |  |

| Descarga digital |                                                   |          |  |
| N.º              | Título                                            | Duración |  |
| 1.               | «The Fox (What Does the Fox Say?)» (Extended Mix) | 4:37     |  |
| 2.               | «The Fox (What Does the Fox Say?)» (Instrumental) | 3:33     |  |
| 3.               | «The Fox (What Does the Fox Say?)» (A cappella)   | 3:33     |  |

## Posicionamiento en listas y certificaciones
| Lista (2013)                             | Mejor posición |
| ---------------------------------------- | -------------- |
| Alemania (Media Control AG)              | 29             |
| Australia (ARIA)                         | 9              |
| Austria (Ö3 Austria Top 40)              | 14             |
| Bélgica (Flandes) (Ultratop 50)          | 31             |
| Bélgica (Ultratip valona)                | 6              |
| Canadá (Hot 100)                         | 19             |
| Corea del Sur (Gaon International Chart) | 1              |
| Dinamarca (Tracklisten)                  | 9              |
| Escocia (The Official Charts Company)    | 10             |
| Estados Unidos (Billboard Hot 100)       | 6              |
| Finlandia (Suomen virallinen lista)      | 2              |
| Francia (SNEP)                           | 135            |
| Hungría (Single Top 40)                  | 19             |
| Irlanda (IRMA)                           | 9              |
| Italia (FIMI)                            | 52             |
| Japón (Japan Hot 100)                    | 30             |
| Noruega (VG-lista)                       | 1              |
| Nueva Zelanda (Recorded Music NZ)        | 4              |
| Países Bajos (Mega Single Top 100)       | 58             |
| Reino Unido (UK Singles Chart)           | 17             |
| República Checa (Rádio Top 100)          | 12             |
| Suecia (Sverigetopplistan)               | 3              |
| Suiza (Schweizer Hitparade)              | 45             |

| País           | Lista (2013)                | Posición |
| -------------- | --------------------------- | -------- |
| Australia      | ARIA Singles Chart          | 99       |
| Estados Unidos | Billboard Hot 100           | 73       |
| Reino Unido    | The Official Charts Company | 129      |
| Suecia         | Sverigetopplistan           | 59       |

### Certificaciones
| País           | Organismo certificador | Certificación | Ventas  | Ref.   |
| -------------- | ---------------------- | ------------- | ------- | ------ |
| Australia      | ARIA                   | Platino       | 70 000  | [ 31 ] |
| Canadá         | Music Canada           | Oro           | 40 000  | [ 32 ] |
| Dinamarca      | IFPI Dinamarca         | Oro           | 15 000  | [ 33 ] |
| Estados Unidos | RIAA                   | Oro           | 500 000 | [ 34 ] |
| Noruega        | IFPI Noruega           | 12× Platino   | 120 000 | [ 35 ] |
| Nueva Zelanda  | RIANZ                  | Oro           | 7 500   | [ 36 ] |
| Reino Unido    | BPI                    | Plata         | 200 000 | [ 37 ] |